# Венгроу, Дэвид
Дэвид Венгроу (Уэнгроу, Вэнгров, англ. David Wengrow; родился 25 июля 1972 года) — британский археолог и историк, профессор сравнительной археологии в Институте археологии Университетского колледжа Лондона. С Дэвидом Гребером является соавтором международного бестселлера «Рассвет всего» или «Заря всего: Новая история человечества» (The Dawn of Everything: A New History of Humanity), ставшего финалистом премии Оруэлла в 2022 году. Помимо собственно исторических исследований, Уэнгроу писал статьи и эссе на темы, как социальное неравенство и изменение климата, для The Guardian и The New York Times. В 2021 году он занял 10-е место в списке ста самых влиятельных людей в искусстве (Power 100) по версии журнала ArtReview.

## Образование
В 1993 году Венгроу поступил в Оксфордский университет, получив степень бакалавра по археологии и антропологии. В 1998 году он получил степень магистра наук по мировой археологии, а затем в 2001 году завершил аспирантуру под руководством Роджера Мури. Заметное влияние на Венгроу во время его обучения в Оксфорде оказал Эндрю Шерратт (а на того, в свою очередь — Гордон Чайлд).

## Академическая карьера

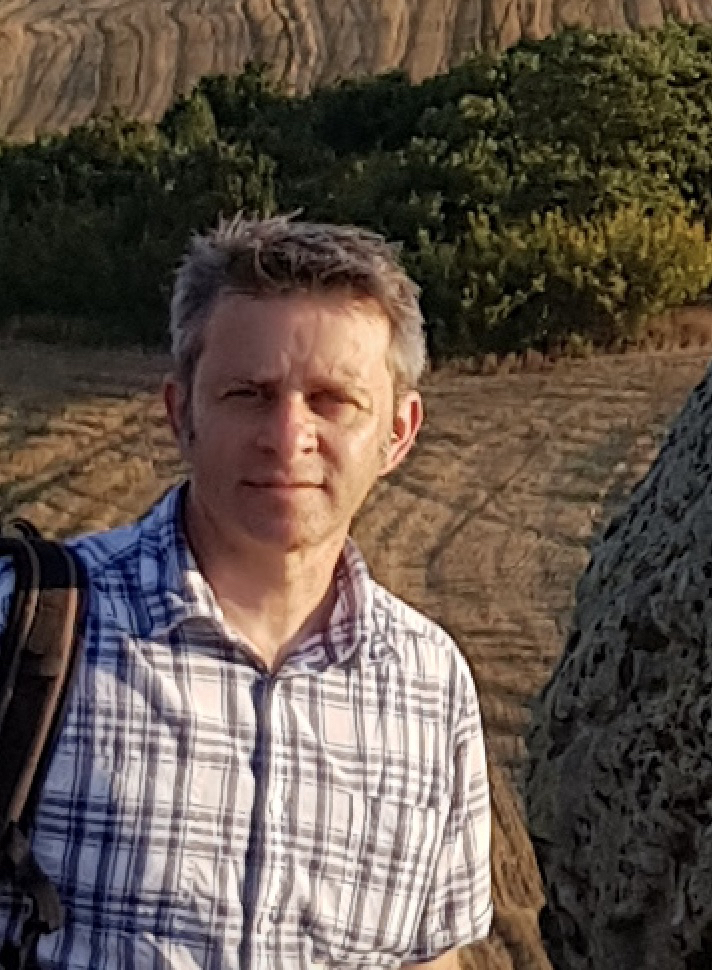
Венгроу в 2020 году

С 2001 по 2004 год Венгроу был стипендиатом Генри Франкфорта в Институте Варбурга и младшим научным сотрудником в колледже Крайст-Черч (Оксфорд). В 2004 году он был принят на должность лектора в Институте археологии Лондонского университета, а в 2011 году стал профессором сравнительной археологии (ранее эту кафедру занимал Питер Уко). Венгров проводил археологические раскопки в Африке и на Ближнем Востоке, в том числе с Музеем Сулеймании в Иракском Курдистане.
Он является автором четырёх книг, а также многочисленных научных и научно-популярных статей по таким темам, как происхождение письменности, древнее искусство, неолитические общества и возникновение первых государств в Египте и Месопотамии. В 2020 году Венгроу завершил совместную с антропологом и активистом Дэвидом Гребером книгу об истории неравенства всего за три недели до смерти соавтора. Этот труд, «Рассвет всего: Новая история человечества», был опубликован осенью 2021 года.

## Награды и почести
Вэнгроу является лауреатом премии «Античность» и читал Ростовцевские лекции (Нью-Йоркский университет), Лекции Джека Гуди (Институт Макса Планка), Двухгодичную лекцию Генри Майерса (Королевский антропологический институт Великобритании), Лекции Рэдклиффа-Брауна по социальной антропологии (Британская академия) и Мемориальную лекцию Зигмунда Х. Данцигера-младшего по гуманитарным наукам (Чикагский университет). Он работал внешним координатором исследовательской инициативы Меллона в Институте изящных искусств Нью-Йоркского университета и был почётным профессором в Оклендском университете.
В 2023 году Вэнгроу был удостоен одной из высших академических наград Кёльнского университета — звания профессора Альберта Великого (среди предыдущих лауреатов были такие известные ученые и исследователи, как Майкл Томаселло, Бруно Латур и Джудит Батлер). Он является избранным членом Лондонского общества антикваров.

## Избранные публикации

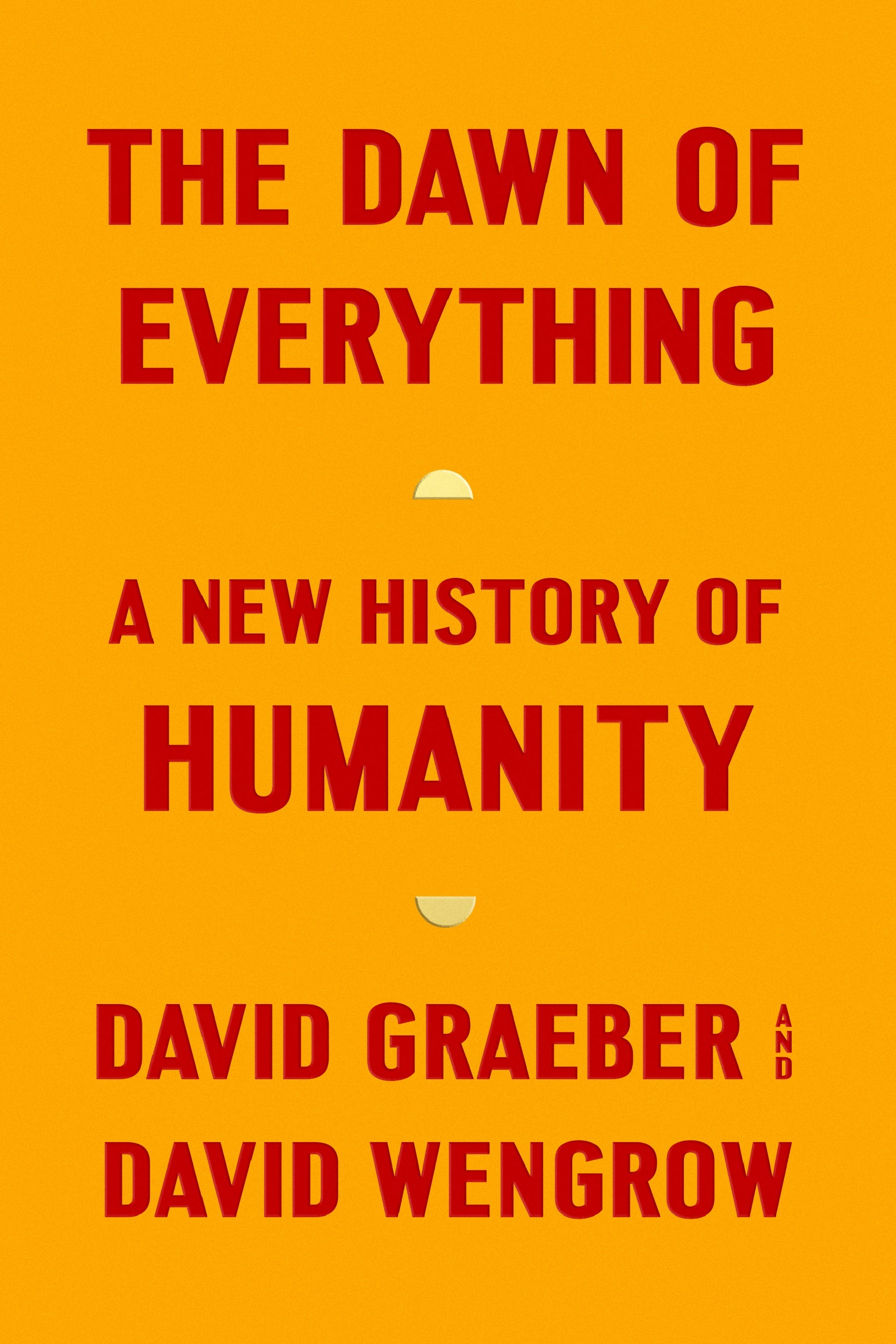
Обложка издания The Dawn of Everything

### Книги
- Археология раннего Египта: социальные трансформации в северо-восточной Африке, 10000-2650 гг. до н. э. = The Archaeology of Early Egypt: Social Transformations in North-East Africa, 10,000-2650 BC. Cambridge: Cambridge University Press 2006.
- Что создает цивилизацию? : Древний Ближний Восток и будущее Запада = What Makes Civilization?: The Ancient Near East and the Future of the West. Oxford & New York: Oxford University Press 2010.
- Происхождение чудовищ: образ и познание в первую эпоху механического воспроизводства = The Origins of Monsters: Image and Cognition in the First Age of Mechanical Reproduction. Princeton, NJ: Princeton University Press 2014.
- Рассвет всего: Новая история человечества (в соавторстве с Дэвидом Гребером) = The Dawn of Everything: A New History of Humanity. New York City: Farrar, Straus and Giroux 2021.
  - Дэвид Гребер, Дэвид Уэнгроу. Заря всего. — Новая история человечества. — М.: Ad Marginem, 2025. — 560 с.

### Статьи и эссе
- «A History of True Civilisation is Not One of Monuments». Aeon 2018.
- (co-authored with David Graeber). «How to Change the Course of Human History (At Least the Part That’s Already Happened)». Eurozine 2018.
- «Rethinking Cities from the Ground Up». The British Academy 2019.
- (co-authored with David Graeber). «Hiding in Plain Sight: Democracy’s Indigenous Origins in the Americas». Laphams Quarterly 2020.
- «Apocalypse No! Pseudo-Archaeology, Ancient Tech-Lords, and Ordinary People.». The Nation 2022.
- «Beyond kingdoms and empires: an archaeological revolution transforms our image of human freedoms». Aeon 2024.

### Переводы
- Дэвид Грэбер и Дэвид Венгроу: Как (не) возникли города
- Дэвид Грэбер и Дэвид Венгроу: Как (не) возникла частная собственность
- Дэвид Грэбер и Дэвид Венгроу: Как (не) возникло государство
- «Заря всего»: Гребер и Уэнгроу — о том, как европейцы позаимствовали идеи равенства у неевропейских народов и выдали их за свои
- Дэвид Уэнгроу. История настоящей цивилизации – это не история памятников
- Девід Ґребер, Девід Венґров. Як змінити хід історії людства? (принаймні ту її частину, що вже відбулася) Архивировано 16 декабря 2021 года. // Спільне, 15.05.2018
- Девід Ґребер, Девід Венґров. Міста до виникнення держави у давній Євразії Архивировано 16 декабря 2021 года. // Спільне, 25.03.2019.